# 皮楚爾基夫
50°29′22″N 26°6′28″E / 50.48944°N 26.10778°E
皮楚爾基夫（烏克蘭語：Підцурків）是烏克蘭西北部的村莊，隸屬里夫內州里夫內區的兹多尔布尼夫市镇。該村面積8.5平方公里，海拔高度247米，2001年人口102，人口密度每平方公里12人。